# Ángel López Maraver
Ángel López Maraver, né le 18 juillet 1984, est un homme politique espagnol membre de Vox.

## Biographie

### Activités politiques
Lors des élections générales anticipées du 10 novembre 2019, il est élu au Congrès des députés pour la XIVe législature.